# Apanteles artissimus
Apanteles artissimus är en stekelart som beskrevs av Papp 1971. Apanteles artissimus ingår i släktet Apanteles och familjen bracksteklar. Arten är reproducerande i Sverige. Inga underarter finns listade i Catalogue of Life.